# Liste des villes de Russie

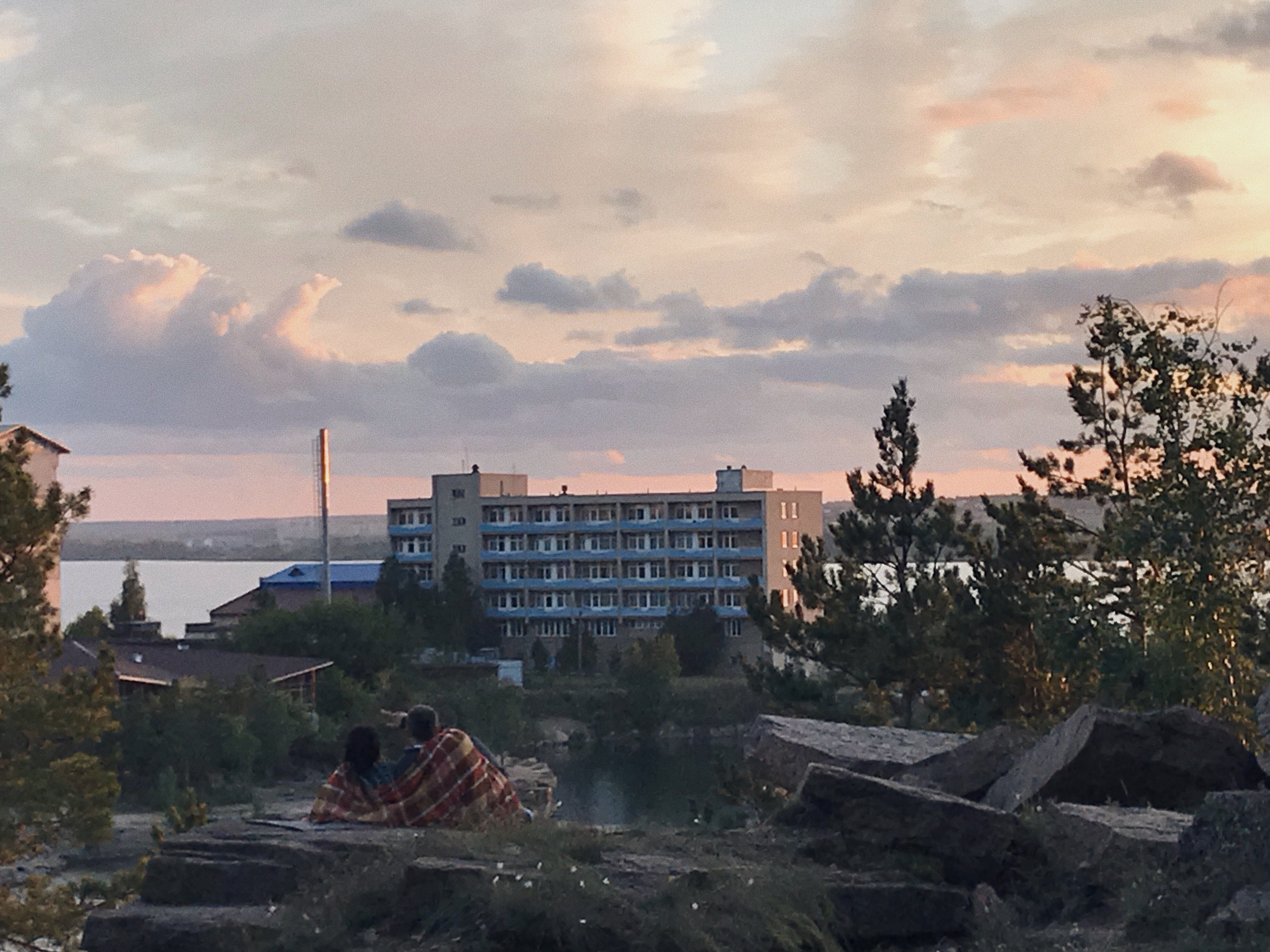
Ville de Russie.

Au 3 juin 2024, la Russie comptait 1 123 villes. La liste des villes de Russie est classée par ordre alphabétique. Le sujet fédéral (oblast, kraï, république ou district autonome) dont fait partie la ville est indiqué entre parenthèses.
En Russie, la « ville » (en russe : город, gorod ; pl. города, goroda) est une subdivision administrative, appelée commune dans certains pays, qui comprend une agglomération urbaine. La ville la moins peuplée, Verkhoïansk, ne compte en 2023 que 768 habitants.
Les communes urbaines (посёлок городско́го ти́па, possiolok gorodskogo tipa) qui peuvent atteindre dans les cas extrêmes plusieurs dizaines de milliers d'habitants ne figurent pas dans cette liste.

## Derniers changements
Selon les résultats du recensement de la population russe de 2010, 1 100 localités avaient le statut de ville (selon les résultats du recensement de 2002, il y en avait 1 098).
- Le 1er juillet 2012, trois villes (Moskovski, Chtcherbinka et Troïtsk) sont devenues une partie de Moscou et n'étaient plus considérées par Rosstat, l'agence statistique russe, comme des villes distinctes.
- À la fin de 2014, l'annexion unilatérale de la Crimée, la fondation de la ville d'Innopolis au Tatarstan, l'annexion par Korolev de la ville Ioubileïny a fait passer le nombre à 1 114.
- À l'été 2015, le nombre de villes de la fédération de Russie était tombé à 1 112, puisque le 22 janvier, la ville de l'oblast de Moscou de Jeleznodorojny est devenue une partie de Balachikha et le 1er juin, la ville de Klimovsk est devenue une partie de Podolsk.
- Le 10 octobre 2015, la commune urbaine d'Ouglegorsk a été transformée en ville et le 30 décembre 2015 elle a été rebaptisée Tsiolkovski, et le 19 novembre la ville d'Ojerelié est devenue une partie de Kachira. Le nombre de villes est donc resté le même.
- En 2016, le nombre de villes dans la fédération de Russie est passé à 1 113 : le 12 décembre, la commune urbaine de Sounja a été transformée en ville.
- En 2017, le nombre de villes russes est resté le même : le 3 janvier, la ville de Chakhtiorsk a été transformée en commune urbaine, et le 28 avril, la commune urbaine de Koukmor a été transformée en ville.
- En 2018, le nombre de villes de la fédération de Russie est passé à 1 114, le village de Koudrovo étant transformé en ville.
- En 2019, le nombre de villes de la fédération de Russie est passé à 1 117 : le 9 janvier, le village de Kourtchaloï en Tchétchénie a été transformé en ville, le 5 avril, la commune urbaine de Belooziorski a été transformée en ville, et le 26 avril, le village de Mourino a été transformé en ville.
- En 2023, le nombre de villes de la fédération de Russie est passé à 1 119 : le 19 février, le village d'Atchkhoï-Martan a été transformé en ville, et le 25 juin, le hameau de Koltouchi (ru).
- En 2024, le nombre de villes de la fédération de Russie est passé à 1 123 : le 1er janvier, le village d'Oïskhara a été transformé en ville, le 9 mars, le village de Sernovodskoïe et le village de Naourskaïa, et le 3 juin, le village de Chelkovskaïa. Ils sont tous en Tchétchénie.

## Répartition par sujet fédéral

### Républiques
- République d'Adyguée : 2
- République de l'Altaï : 1
- République de Bachkirie : 21
- République de Bouriatie : 6
- République de Carélie : 13
- République du Daghestan : 10
- République d'Ingouchie : 4
- République de Kabardino-Balkarie : 8
- République de Kalmoukie : 3
- République de Karatchaïévo-Tcherkessie : 4
- République de Khakassie : 5
- République des Komis : 10
- République des Maris : 4
- République de Mordovie : 7
- Ossétie-du-Nord-Alanie : 6
- République d'Oudmourtie : 6
- République de Sakha (Iakoutie) : 13
- République du Tatarstan : 24
- République de Tchétchénie : 5
- République de Tchouvachie : 9
- République de Touva : 5

### Kraïs
- Kraï de l'Altaï : 12
- Kraï du Kamtchatka : 3
- Kraï de Khabarovsk : 7
- Kraï de Krasnodar : 26
- Kraï de Krasnoïarsk : 23
- Kraï de Perm : 25
- Kraï du Primorié : 12
- Kraï de Stavropol : 19
- Kraï de Transbaïkalie : 10

### Oblasts
- Oblast de l'Amour : 10
- Oblast d'Arkhangelsk : 14
- Oblast d'Astrakhan : 6
- Oblast de Belgorod : 11
- Oblast de Briansk : 16
- Oblast de Iaroslavl : 11
- Oblast d'Irkoutsk : 22
- Oblast d'Ivanovo : 17
- Oblast autonome juif : 2
- Oblast de Kaliningrad : 21
- Oblast de Kalouga : 22
- Oblast de Kemerovo : 20
- Oblast de Kirov : 18
- Oblast de Kostroma : 12
- Oblast de Kourgan : 9
- Oblast de Koursk : 10
- Oblast de Léningrad : 31
- Oblast de Lipetsk : 8
- Oblast de Magadan : 2
- Oblast de Moscou : 79
- Oblast de Mourmansk : 16
- Oblast de Nijni Novgorod : 28
- Oblast de Novgorod :  10
- Oblast de Novossibirsk : 14
- Oblast d'Omsk : 6
- Oblast d'Orel : 7
- Oblast d'Orenbourg : 12
- Oblast d'Oulianovsk : 6
- Oblast de Penza : 11
- Oblast de Pskov : 14
- Oblast de Riazan : 12
- Oblast de Rostov : 23
- Oblast de Sakhaline : 15
- Oblast de Samara : 11
- Oblast de Saratov : 18
- Oblast de Smolensk : 15
- Oblast de Sverdlovsk : 47
- Oblast de Tambov : 8
- Oblast de Tcheliabinsk : 30
- Oblast de Tioumen : 5
- Oblast de Tomsk : 6
- Oblast de Toula : 19
- Oblast de Tver : 23
- Oblast de Vladimir : 23
- Oblast de Volgograd : 19
- Oblast de Vologda : 15
- Oblast de Voronej : 15

### Districts autonomes
- District autonome de Iamalo-Nénetsie : 8
- District autonome des Khantys-Mansis : 16
- District autonome de Tchoukotka : 3

### Villes fédérales
- Moscou : 1
- Saint-Pétersbourg : 10

## A
- Haut – A
- B
- C
- D
- E
- F
- G
- H
- I
- J
- K
- L
- M
- N
- O
- P
- Q
- R
- S
- T
- U
- V
- W
- X
- Y
- Z

- Abakan (Khakassie)
- Abaza (Khakassie)
- Abdoulino (oblast d'Orenbourg)
- Abinsk (kraï de Krasnodar)
- Acha (oblast de Tcheliabinsk)
- Adygueïsk (Adyguée)
- Agryz (Tatarstan)
- Aguidel (Bachkortostan)
- Ak-Dovourak (république de Touva)
- Akhtoubinsk (oblast d'Astrakhan)
- Aksaï (oblast de Rostov)
- Alaguir (Ossétie-du-Nord-Alanie)
- Alakaevka (Oblast de Samara)
- Alapaïevsk (oblast de Sverdlovsk)
- Alatyr (Tchouvachie)
- Aldan (République de Sakha)
- Aleïsk (kraï de l'Altaï)
- Aleksandrov (oblast de Vladimir)
- Aleksandrovsk (kraï de Perm)
- Aleksandrovsk-Sakhalinski (oblast de Sakhaline)
- Alekseïevka (oblast de Belgorod)
- Aleksine (oblast de Toula)
- Almetievsk (Tatarstan)
- Alzamaï (oblast d'Irkoutsk)
- Amoursk (kraï de Khabarovsk)
- Anadyr (Tchoukotka)
- Anapa (kraï de Krasnodar)
- Andreapol (oblast de Tver)
- Angarsk (oblast d'Irkoutsk)
- Aniva (oblast de Sakhaline)
- Anjero-Soudjensk (oblast de Kemerovo)
- Apatity (oblast de Mourmansk)
- Apcheronsk (kraï de Krasnodar)
- Aprelevka (oblast de Moscou)
- Aramil (oblast de Sverdlovsk)
- Ardatov (Mordovie)
- Ardon (Ossétie-du-Nord-Alanie)
- Argoun (Tchétchénie)
- Arkadak (oblast de Saratov)
- Arkhangelsk (oblast d'Arkhangelsk)
- Armavir (kraï de Krasnodar)
- Arseniev (kraï du Primorie)
- Arsk (Tatarstan)
- Artiom (kraï du Primorie)
- Artiomovsk (kraï de Krasnoïarsk)
- Artiomovski (oblast de Sverdlovsk)
- Arzamas (oblast de Nijni Novgorod)
- Asbest (oblast de Sverdlovsk)
- Assino (oblast de Tomsk)
- Astrakhan (oblast d'Astrakhan)
- Atchinsk (kraï de Krasnoïarsk)
- Atkarsk (oblast de Saratov)
- Aznakaïevo (Tatarstan)
- Azov (oblast de Rostov)

## B
- Haut – A
- B
- C
- D
- E
- F
- G
- H
- I
- J
- K
- L
- M
- N
- O
- P
- Q
- R
- S
- T
- U
- V
- W
- X
- Y
- Z

- Babaïevo (oblast de Vologda)
- Babouchkine (Bouriatie)
- Bagrationovsk (oblast de Kaliningrad)
- Baïkalsk (oblast d'Irkoutsk)
- Baïmak (Bachkortostan)
- Bakal (oblast de Tcheliabinsk)
- Baksan (Kabardino-Balkarie)
- Balabanovo (oblast de Kalouga)
- Balachikha (oblast de Moscou)
- Balachov (oblast de Saratov)
- Balakhna (oblast de Nijni Novgorod)
- Balakovo (oblast de Saratov)
- Baleï (kraï de Transbaïkalie)
- Baltiisk (oblast de Kaliningrad)
- Barabinsk (oblast de Novossibirsk)
- Barnaoul (kraï de l'Altaï)
- Barych (oblast d'Oulianovsk)
- Bataïsk (oblast de Rostov)
- Bavly (Tatarstan)
- Bejetsk (oblast de Tver)
- Belaïa Kalitva (oblast de Rostov)
- Belebeï (Bachkortostan)
- Belgorod (oblast de Belgorod)
- Belinski (oblast de Penza)
- Beliov (oblast de Toula)
- Belogorsk (oblast de l'Amour)
- Beloïarski (Khantys-Mansis)
- Belokourikha (kraï de l'Altaï)
- Belomorsk (république de Carélie)
- Beloretchensk (kraï de Krasnodar)
- Beloretsk (Bachkortostan)
- Belovo (oblast de Kemerovo)
- Beloussovo (oblast de Kalouga)
- Belozersk (oblast de Vologda)
- Bely (oblast de Tver)
- Berdsk (oblast de Novossibirsk)
- Berezniki (kraï de Perm)
- Beriozovski (oblast de Kemerovo)
- Beriozovski (oblast de Sverdlovsk)
- Beslan (Ossétie-du-Nord-Alanie)
- Biïsk (kraï de l'Altaï)
- Bikine (kraï de Khabarovsk)
- Bilibino (Tchoukotka)
- Birioussinsk (oblast d'Irkoutsk)
- Birioutch (oblast de Belgorod)
- Birobidjan (Oblast autonome juif)
- Birsk (Bachkortostan)
- Blagodarny (kraï de Stavropol)
- Blagovechtchensk (Bachkortostan)
- Blagovechtchensk (oblast de l'Amour)
- Bobrov (oblast de Voronej)
- Bodaïbo (oblast d'Irkoutsk)
- Bogdanovitch (oblast de Sverdlovsk)
- Bogoroditsk (oblast de Toula)
- Bogorodsk (oblast de Nijni Novgorod)
- Bogotol (kraï de Krasnoïarsk)
- Bogoutchar (oblast de Voronej)
- Boksitogorsk (oblast de Léningrad)
- Bolchoï Kamen (kraï du Primorie)
- Bolgar (Tatarstan)
- Bolkhov (oblast d'Orel)
- Bologoïe (oblast de Tver)
- Bolokhovo (oblast de Toula)
- Bolotnoïe (oblast de Novossibirsk)
- Bor (oblast de Nijni Novgorod)
- Borissoglebsk (oblast de Voronej)
- Borodino (kraï de Krasnoïarsk)
- Borovsk (oblast de Kalouga)
- Borzia (kraï de Transbaïkalie)
- Boudionnovsk (kraï de Stavropol)
- Bougoulma (Tatarstan)
- Bougourouslan (oblast d'Orenbourg)
- Bouï (oblast de Kostroma)
- Bouïnaksk (Daghestan)
- Bouïnsk (Tatarstan)
- Borovitchi (oblast de Novgorod)
- Boutourlinovka (oblast de Voronej)
- Bouzoulouk (oblast d'Orenbourg)
- Bratsk (oblast d'Irkoutsk)
- Briansk (oblast de Briansk)
- Bronnitsy  (oblast de Moscou)

## C
- Haut – A
- B
- C
- D
- E
- F
- G
- H
- I
- J
- K
- L
- M
- N
- O
- P
- Q
- R
- S
- T
- U
- V
- W
- X
- Y
- Z

- Chadrinsk (oblast de Kourgan)
- Chagonar (république de Touva)
- Chakhounia (oblast de Nijni Novgorod)
- Chakhtiorsk (oblast de Sakhaline)
- Chakhty (oblast de Rostov)
- Chali (Tchétchénie)
- Charia (oblast de Kostroma)
- Charypovo (kraï de Krasnoïarsk)
- Chatoura (oblast de Moscou)
- Chatsk (oblast de Riazan)
- Chebekino (oblast de Belgorod)
- Chelekhov (oblast d'Irkoutsk)
- Chenkoursk (oblast d'Arkhangelsk)
- Chikhany (oblast de Saratov)
- Chilka (kraï de Transbaïkalie)
- Chimanovsk (oblast de l'Amour)
- Chlisselbourg (oblast de Léningrad)
- Chouïa (oblast d'Ivanovo)
- Choumerlia (Tchouvachie)
- Choumikha (oblast de Kourgan)
- Chtcherbinka (oblast de Moscou)
- Chtchigry (oblast de Koursk)
- Chtchiokino (oblast de Toula)
- Chtchiolkovo (oblast de Moscou)
- Chtchoutchie (oblast de Kourgan)

## D
- Haut – A
- B
- C
- D
- E
- F
- G
- H
- I
- J
- K
- L
- M
- N
- O
- P
- Q
- R
- S
- T
- U
- V
- W
- X
- Y
- Z

- Daguestanskie Ogni (Daghestan)
- Dalmatovo (oblast de Kourgan)
- Dalnegorsk (kraï du Primorie)
- Dalneretchensk (kraï du Primorie)
- Danilov (oblast de Iaroslavl)
- Davlekanovo (Bachkortostan)
- Dedovsk (oblast de Moscou)
- Degtiarsk (oblast de Sverdlovsk)
- Demidov (oblast de Smolensk)
- Derbent (Daghestan)
- Desnogorsk (oblast de Smolensk)
- Diatkovo  (oblast de Briansk)
- Digora (Ossétie-du-Nord-Alanie)
- Dmitriev-Lgovski (oblast de Koursk)
- Dimitrovgrad (oblast d'Oulianovsk)
- Divnogorsk (kraï de Krasnoïarsk)
- Diourtiouli (Bachkortostan)
- Dmitrov (oblast de Moscou)
- Dmitrovsk (oblast d'Orel)
- Dno (oblast de Pskov)
- Dobrianka (kraï de Perm)
- Dolgoproudny (oblast de Moscou)
- Dolinsk (oblast de Sakhaline)
- Domodedovo (oblast de Moscou)
- Donetsk (oblast de Rostov)
- Donskoï (oblast de Toula)
- Dorogobouj (oblast de Smolensk)
- Doubna (oblast de Moscou)
- Doubovka (oblast de Volgograd)
- Doudinka (kraï de Krasnoïarsk)
- Doukhovchtchina (oblast de Smolensk)
- Drezna (oblast de Moscou)
- Dzerjinsk (oblast de Nijni Novgorod)
- Dzerjinski (oblast de Moscou)

## E
- Haut – A
- B
- C
- D
- E
- F
- G
- H
- I
- J
- K
- L
- M
- N
- O
- P
- Q
- R
- S
- T
- U
- V
- W
- X
- Y
- Z

- Elektrogorsk (oblast de Moscou)
- Elektrostal (oblast de Moscou)
- Elektroougli (oblast de Moscou)
- Elista (Kalmoukie)
- Engels (oblast de Saratov)
- Ertil (oblast de Voronej)

## F
- Haut – A
- B
- C
- D
- E
- F
- G
- H
- I
- J
- K
- L
- M
- N
- O
- P
- Q
- R
- S
- T
- U
- V
- W
- X
- Y
- Z

- Fatej (oblast de Koursk)
- Fokino  (oblast de Briansk)
- Fokino (kraï du Primorie)
- Fourmanov (oblast d'Ivanovo)
- Friazino (oblast de Moscou)
- Frolovo (oblast de Volgograd)

## G
- Haut – A
- B
- C
- D
- E
- F
- G
- H
- I
- J
- K
- L
- M
- N
- O
- P
- Q
- R
- S
- T
- U
- V
- W
- X
- Y
- Z

- Gadjievo (oblast de Mourmansk)
- Gagarine (oblast de Smolensk)
- Gaï (oblast d'Orenbourg)
- Galitch (oblast de Kostroma)
- Gatchina (oblast de Léningrad)
- Gavrilov-Iam (oblast de Iaroslavl)
- Gavrilov Possad (oblast d'Ivanovo)
- Gdov (oblast de Pskov)
- Glazov (Oudmourtie)
- Goriatchi Klioutch (kraï de Krasnodar)
- Gorniak (kraï de l'Altaï)
- Gorno-Altaïsk (république de l'Altaï)
- Gornozavodsk (kraï de Perm)
- Gorodets (oblast de Nijni Novgorod)
- Gorodichtche (oblast de Penza)
- Gorodovikovsk (Kalmoukie)
- Gorokhovets (oblast de Vladimir)
- Goubakha (kraï de Perm)
- Goubkine (oblast de Belgorod)
- Goubkinski (Iamalie)
- Goudermes (Tchétchénie)
- Goukovo (oblast de Rostov)
- Goulkevitchi (kraï de Krasnodar)
- Gourievsk (oblast de Kaliningrad)
- Gourievsk (oblast de Kemerovo)
- Gous-Khroustalny (oblast de Vladimir)
- Goussev (oblast de Kaliningrad)
- Goussinooziorsk (Bouriatie)
- Graïvoron (oblast de Belgorod)
- Gremiatchinsk (kraï de Perm)
- Griazovets (oblast de Vologda)
- Grozny (Tchétchénie)
- Guelendjik (kraï de Krasnodar)
- Gueorguievsk (kraï de Stavropol)
- Gvardeïsk (oblast de Kaliningrad)

## I
- Haut – A
- B
- C
- D
- E
- F
- G
- H
- I
- J
- K
- L
- M
- N
- O
- P
- Q
- R
- S
- T
- U
- V
- W
- X
- Y
- Z

- Iadrine (Tchouvachie)
- Iagodnoïe (oblast de Magadan)
- Iakhroma (oblast de Moscou)
- Iakoutsk (République de Sakha)
- Ialoutorovsk (oblast de Tioumen)
- Ianaoul (Bachkortostan)
- Iaroslavl (oblast de Iaroslavl)
- Iarovoïe (kraï de l'Altaï)
- Iartsevo (oblast de Smolensk)
- Iasny (oblast d'Orenbourg)
- Iasnogorsk (oblast de Toula)
- Ichim (oblast de Tioumen)
- Ichimbaï (Bachkortostan)
- Iefremov (oblast de Toula)
- Iegorievsk (oblast de Moscou)
- Ielnia  (oblast de Smolensk)
- Ieïsk (kraï de Krasnodar)
- Iekaterinbourg (oblast de Sverdlovsk)
- Ielabouga (Tatarstan)
- Ielets (oblast de Lipetsk)
- Ielizovo (kraï du Kamtchatka)
- Iemanjelinsk (oblast de Tcheliabinsk)
- Iemva (république des Komis)
- Ienisseïsk (kraï de Krasnoïarsk)
- Ierchov (oblast de Saratov)
- Iermolino (oblast de Kalouga)
- Iessentouki (kraï de Stavropol)
- Igarka (kraï de Krasnoïarsk)
- Ijevsk (Oudmourtie)
- Ilanski (kraï de Krasnoïarsk)
- Innopolis (Tatarstan)
- Insar (Mordovie)
- Inta (république des Komis)
- Inza (oblast d'Oulianovsk)
- Iochkar-Ola (république des Maris)
- Ioubileïny (oblast de Moscou)
- Iougorsk (Khantys-Mansis)
- Iouja (oblast d'Ivanovo)
- Ioujno-Soukhokoumsk (Daghestan)
- Ioujno-Sakhalinsk (oblast de Sakhaline)
- Ioujnoouralsk (oblast de Tcheliabinsk)
- Iourga (oblast de Kemerovo)
- Iouriev-Polski (oblast de Vladimir)
- Iourievets (oblast d'Ivanovo)
- Iouriouzan (oblast de Tcheliabinsk)
- Ioukhnov (oblast de Kalouga)
- Ipatovo (kraï de Stavropol)
- Irbit (oblast de Sverdlovsk)
- Iskitim (oblast de Novossibirsk)
- Irkoutsk (oblast d'Irkoutsk)
- Issilkoul (oblast d'Omsk)
- Istra (oblast de Moscou)
- Izobilny (kraï de Stavropol)
- Ivangorod (oblast de Léningrad)
- Ivanovo (oblast d'Ivanovo)
- Ivanteïevka (oblast de Moscou)
- Ivdel (oblast de Sverdlovsk)
- Izberbach  (Daghestan)

## J
- Haut – A
- B
- C
- D
- E
- F
- G
- H
- I
- J
- K
- L
- M
- N
- O
- P
- Q
- R
- S
- T
- U
- V
- W
- X
- Y
- Z

- Jeleznodorojny (oblast de Moscou)
- Jeleznogorsk (oblast de Koursk)
- Jeleznogorsk (kraï de Krasnoïarsk)
- Jeleznogorsk-Ilimski (oblast d'Irkoutsk)
- Jeleznovodsk (kraï de Stavropol)
- Jerdevka (oblast de Tambov)
- Jigouliovsk (oblast de Samara)
- Jirnovsk (oblast de Volgograd)
- Jizdra (oblast de Kalouga)
- Joukov (oblast de Kalouga)
- Joukovka  (oblast de Briansk)
- Joukovski (oblast de Moscou)

## K
- Haut – A
- B
- C
- D
- E
- F
- G
- H
- I
- J
- K
- L
- M
- N
- O
- P
- Q
- R
- S
- T
- U
- V
- W
- X
- Y
- Z

- Kachine (oblast de Tver)
- Kachira (oblast de Moscou)
- Khadyjensk (kraï de Krasnodar)
- Kadnikov  (oblast de Vologda)
- Kalatch (oblast de Voronej)
- Kalatch-na-Donou (oblast de Volgograd)
- Kalatchinsk (oblast d'Omsk)
- Kaliazine (oblast de Tver)
- Kaliningrad (oblast de Kaliningrad)
- Kalininsk (oblast de Saratov)
- Kalouga (oblast de Kalouga)
- Kaltan (oblast de Kemerovo)
- Kambarka (Oudmourtie)
- Kamechkovo (oblast de Vladimir)
- Kamen-na-Obi (kraï de l'Altaï)
- Kamenka (oblast de Penza)
- Kamennogorsk (oblast de Léningrad)
- Kamensk-Chakhtinski (oblast de Rostov)
- Kamensk-Ouralski (oblast de Sverdlovsk)
- Kamychine (oblast de Volgograd)
- Kamychlov (oblast de Sverdlovsk)
- Kamyziak (oblast d'Astrakhan)
- Kanach (Tchouvachie)
- Kandalakcha (oblast de Mourmansk)
- Kansk (kraï de Krasnoïarsk)
- Karabach (oblast de Tcheliabinsk)
- Karabanovo (oblast de Vladimir)
- Karaboulak (Ingouchie)
- Karassouk (oblast de Novossibirsk)
- Karatchaïevsk (Karatchaïévo-Tcherkessie)
- Karatchev  (oblast de Briansk)
- Kargat (oblast de Novossibirsk)
- Kargopol (oblast d'Arkhangelsk)
- Karpinsk (oblast de Sverdlovsk)
- Kartaly (oblast de Tcheliabinsk)
- Kasli (oblast de Tcheliabinsk)
- Kaspiisk  (Daghestan)
- Kassimov (oblast de Riazan)
- Kataïsk (oblast de Kourgan)
- Katav-Ivanovsk (oblast de Tcheliabinsk)
- Katchkanar (oblast de Sverdlovsk)
- Kazan (Tatarstan)
- Kedrovy (oblast de Tomsk)
- Kem (république de Carélie)
- Kemerovo (oblast de Kemerovo)
- Khabarovsk (kraï de Khabarovsk)
- Khanty-Mansiïsk (Khantys-Mansis)
- Kharabali (oblast d'Astrakhan)
- Kharovsk  (oblast de Vologda)
- Khassaviourt  (Daghestan)
- Khilok (kraï de Transbaïkalie)
- Khimki (oblast de Moscou)
- Kholm (oblast de Novgorod)
- Kholmsk (oblast de Sakhaline)
- Khotkovo (oblast de Moscou)
- Khvalynsk (oblast de Saratov)
- Kiakhta  (Bouriatie)
- Kimovsk (oblast de Toula)
- Kimry (oblast de Tver)
- Kinechma (oblast d'Ivanovo)
- Kinel (oblast de Samara)
- Kinguissepp (oblast de Léningrad)
- Kireïevsk (oblast de Toula)
- Kirensk (oblast d'Irkoutsk)
- Kirichi (oblast de Léningrad)
- Kirillov  (oblast de Vologda)
- Kirjatch (oblast de Vladimir)
- Kirov (oblast de Kalouga)
- Kirov (oblast de Kirov)
- Kirovgrad (oblast de Sverdlovsk)
- Kirovsk (oblast de Léningrad)
- Kirovsk (oblast de Mourmansk)
- Kirsanov (oblast de Tambov)
- Kislovodsk (kraï de Stavropol)
- Kisseliovsk (oblast de Kemerovo)
- Kizel (kraï de Perm)
- Kiziliourt  (Daghestan)
- Kizliar (Daghestan)
- Klimovsk (oblast de Moscou)
- Klintsy (oblast de Briansk)
- Kline (oblast de Moscou)
- Kniaguinino (oblast de Nijni Novgorod)
- Kodinsk (kraï de Krasnoïarsk)
- Kogalym (Khantys-Mansis)
- Kokhma (oblast d'Ivanovo)
- Kola (oblast de Mourmansk)
- Kologriv (oblast de Kostroma)
- Kolomna (oblast de Moscou)
- Kolpachevo (oblast de Tomsk)
- Koltchouguino(oblast de Vladimir)
- Kommounar (oblast de Léningrad)
- Komsomolsk (oblast d'Ivanovo)
- Komsomolsk-sur-l'Amour
- Konakovo(oblast de Tver)
- Kondopoga (république de Carélie)
- Kondrovo (oblast de Kalouga)
- Konstantinovsk (oblast de Rostov)
- Koriajma (oblast d'Arkhangelsk)
- Kopeïsk (oblast de Tcheliabinsk)
- Korablino (oblast de Riazan)
- Korenovsk (kraï de Krasnodar)
- Korkino (oblast de Tcheliabinsk)
- Korotcha (oblast de Belgorod)
- Korolev (oblast de Moscou)
- Korsakov (oblast de Sakhaline)
- Kosteriovo (oblast de Vladimir)
- Kostomoukcha (république de Carélie)
- Kostroma (oblast de Kostroma)
- Kotelniki (oblast de Moscou)
- Kotelnikovo (oblast de Volgograd)
- Kotlas (oblast d'Arkhangelsk)
- Kotovo (oblast de Volgograd)
- Kotovsk (oblast de Tambov)
- Koubinka (oblast de Moscou)
- Kouchva (oblast de Tcheliabinsk)
- Koudymkar (kraï de Perm)
- Kouïbychev (oblast de Novossibirsk)
- Koukmor (Tatarstan)
- Koulebaki (oblast de Nijni Novgorod)
- Koumertaou (Bachkortostan)
- Koungour (kraï de Perm)
- Koupino (oblast de Novossibirsk)
- Kourgan (oblast de Kourgan)
- Kourganinsk (kraï de Krasnodar)
- Kourilsk (oblast de Sakhaline)
- Kourlovo (oblast de Vladimir)
- Kourovskoïe (oblast de Moscou)
- Koursk (oblast de Koursk)
- Kourtchatov (oblast de Koursk)
- Kouvandyk (oblast d'Orenbourg)
- Kouvchinovo (oblast de Tver)
- Koussa (oblast de Tcheliabinsk)
- Kouznetsk (oblast de Penza)
- Kovdor (oblast de Mourmansk)
- Kovrov (oblast de Vladimir)
- Kovylkino (Mordovie)
- Kozelsk (oblast de Kalouga)
- Kozlovka (Tchouvachie)
- Kozmodemiansk (république des Maris)
- Krasnoarmeïsk (oblast de Moscou)
- Krasnoarmeïsk (oblast de Saratov)
- Krasnodar (kraï de Krasnodar)
- Krasnogorsk (oblast de Moscou)
- Krasnoïarsk (kraï de Krasnoïarsk)
- Krasnoïe Selo (Saint-Pétersbourg)
- Krasnokamensk (kraï de Transbaïkalie)
- Krasnokamsk (kraï de Perm)
- Krasnooufimsk (oblast de Sverdlovsk)
- Krasnoouralsk (oblast de Sverdlovsk)
- Krasnoslobodsk (Mordovie)
- Krasnoslobodsk (oblast de Volgograd)
- Krasnotourinsk (oblast de Sverdlovsk)
- Krasnovichersk (kraï de Perm)
- Krasnozavodsk (oblast de Moscou)
- Krasnoznamensk (oblast de Kaliningrad)
- Krasnoznamensk (oblast de Moscou)
- Krasny Kholm (oblast de Tver)
- Krasny Kout (oblast de Saratov)
- Krasny Souline (oblast de Rostov)
- Krassavino  (oblast de Vologda)
- Kremionki (oblast de Kalouga)
- Kronstadt (Saint-Pétersbourg)
- Kropotkine (kraï de Krasnodar)
- Krymsk (kraï de Krasnodar)
- Kstovo (oblast de Nijni Novgorod)
- Kychtym (oblast de Tcheliabinsk)
- Kyzyl (république de Touva)

## L
- Haut – A
- B
- C
- D
- E
- F
- G
- H
- I
- J
- K
- L
- M
- N
- O
- P
- Q
- R
- S
- T
- U
- V
- W
- X
- Y
- Z

- Labinsk (kraï de Krasnodar)
- Labytnangui (Iamalie)
- Lagan (Kalmoukie)
- Ladouchkine (oblast de Kaliningrad)
- Lakhdenpokhia (république de Carélie)
- Laïchevo (Tatarstan)
- Languepas (Khantys-Mansis)
- Leninogorsk (Tatarstan)
- Leninsk (oblast de Volgograd)
- Leninsk-Kouznetski (oblast de Kemerovo)
- Lensk (République de Sakha)
- Lermontov (kraï de Stavropol)
- Lesnoï (oblast de Sverdlovsk)
- Lessossibirsk (kraï de Krasnoïarsk)
- Lessozavodsk (kraï du Primorie)
- Lgov (oblast de Koursk)
- Liantor (Khantys-Mansis)
- Likino-Douliovo (oblast de Moscou)
- Lakinsk (oblast de Vladimir)
- Likhoslavl (oblast de Tver)
- Liouban (oblast de Léningrad)
- Lioubertsy (oblast de Moscou)
- Lioubim  (oblast de Iaroslavl)
- Lioudinovo (oblast de Kalouga)
- Lipetsk (oblast de Lipetsk)
- Lipki (oblast de Toula)
- Liski (oblast de Voronej)
- Livny (oblast d'Orel)
- Lobnia (oblast de Moscou)
- Lodeïnoïe Pole (oblast de Léningrad)
- Lomonossov (Saint-Pétersbourg)
- Lossino-Petrovski (oblast de Moscou)
- Louga (oblast de Léningrad)
- Loukhovitsy (oblast de Moscou)
- Loukoïanov (oblast de Nijni Novgorod)
- Lyskovo (oblast de Nijni Novgorod)
- Lysva (kraï de Perm)
- Lytkarino (oblast de Moscou)

## M
- Haut – A
- B
- C
- D
- E
- F
- G
- H
- I
- J
- K
- L
- M
- N
- O
- P
- Q
- R
- S
- T
- U
- V
- W
- X
- Y
- Z

- Magadan (oblast de Magadan)
- Magas (Ingouchie)
- Magnitogorsk (oblast de Tcheliabinsk)
- Maïkop (Adyguée)
- Maïski (Kabardino-Balkarie)
- Makariev (oblast de Kostroma)
- Makarov (oblast de Sakhaline)
- Makhatchkala  (Daghestan)
- Makouchino (oblast de Kourgan)
- Malaïa Vichera (oblast de Novgorod)
- Malgobek (Ingouchie)
- Maloarkhanguelsk (oblast d'Orel)
- Maloïaroslavets (oblast de Kalouga)
- Mamadych (Tatarstan)
- Mamonovo (oblast de Kaliningrad)
- Mantourovo (oblast de Kostroma)
- Mariinsk (oblast de Kemerovo)
- Mariinski Possad (Tchouvachie)
- Marks (oblast de Saratov)
- Mechtchovsk (oblast de Kalouga)
- Mednogorsk (oblast d'Orenbourg)
- Medyne (oblast de Kalouga)
- Medvejiegorsk (république de Carélie)
- Meguion (Khantys-Mansis)
- Mejgorié (Bachkortostan)
- Mejdouretchensk (oblast de Kemerovo)
- Meleouz (Bachkortostan)
- Melenki (oblast de Vladimir)
- Mendeleïevsk (Tatarstan)
- Menzelinsk (Tatarstan)
- Mezen (oblast d'Arkhangelsk)
- Mgline (kraï de l'Altaï)
- Miass (oblast de Tcheliabinsk)
- Mikhaïlov (oblast de Riazan)
- Mikhaïlovka (oblast de Volgograd)
- Mikhaïlovsk (oblast de Sverdlovsk)
- Mikhaïlovsk (kraï de Stavropol)
- Mikoun (république des Komis)
- Millerovo (oblast de Rostov)
- Mineralnye Vody (kraï de Stavropol)
- Miniar (oblast de Tcheliabinsk)
- Minoussinsk (kraï de Krasnoïarsk)
- Mirny (oblast d'Arkhangelsk)
- Mirny (République de Sakha)
- Mitchourinsk (oblast de Tambov)
- Mogotcha (kraï de Transbaïkalie)
- Mojaïsk (oblast de Moscou)
- Mojga (Oudmourtie)
- Montchegorsk (oblast de Mourmansk)
- Morchansk (oblast de Tambov)
- Morozovsk (oblast de Rostov)
- Moscou (ville fédérale)
- Moskovski (oblast de Moscou)
- Mossalsk (oblast de Kalouga)
- Mouravlenko (Iamalo-Nénetsie)
- Mourmansk (oblast de Mourmansk)
- Mourom (oblast de Vladimir)
- Mozdok (Ossétie-du-Nord-Alanie)
- Mtsensk (oblast d'Orel)
- Mychkine (oblast de Iaroslavl)
- Myski (oblast de Kemerovo)
- Mytichtchi (oblast de Moscou)

## N
- Haut – A
- B
- C
- D
- E
- F
- G
- H
- I
- J
- K
- L
- M
- N
- O
- P
- Q
- R
- S
- T
- U
- V
- W
- X
- Y
- Z

- Naberejnye Tchelny (kraï de Stavropol)
- Nadym (Iamalo-Nénetsie)
- Nakhodka (kraï du Primorie)
- Naltchik (Kabardino-Balkarie)
- Narian-Mar (oblast d'Arkhangelsk)
- Narimanov (oblast d'Astrakhan)
- Naro-Fominsk (oblast de Moscou)
- Nartkala (Kabardino-Balkarie)
- Navachino (oblast de Nijni Novgorod)
- Navoloki (oblast d'Ivanovo)
- Nazarovo (kraï de Krasnoïarsk)
- Nazran (Ingouchie)
- Nazyvaïevsk (oblast d'Omsk)
- Neftegorsk (oblast de Samara)
- Nefteïougansk (Khantys-Mansis)
- Neftekamsk (Bachkortostan)
- Neftekoumsk (kraï de Stavropol)
- Neïa (oblast de Kostroma)
- Nelidovo (oblast de Tver)
- Neman (oblast de Kaliningrad)
- Nerekhta (oblast de Kostroma)
- Nerioungri (République de Sakha)
- Nertchinsk (kraï de Transbaïkalie)
- Nesterov (oblast de Kaliningrad)
- Nevel (oblast de Pskov)
- Nevelsk (oblast de Sakhaline)
- Neviansk (oblast de Sverdlovsk)
- Nevinnomyssk (kraï de Stavropol)
- Niagan (Khantys-Mansis)
- Niandoma (oblast d'Arkhangelsk)
- Niazepetrovsk (oblast de Tcheliabinsk)
- Nijnekamsk (Tatarstan)
- Nijneoudinsk (oblast d'Irkoutsk)
- Nijnevartovsk (Khantys-Mansis)
- Nijni Lomov (oblast de Penza)
- Nijni Novgorod (oblast de Nijni Novgorod)
- Nijni Taguil (oblast de Sverdlovsk)
- Nijniaïa Salda (oblast de Sverdlovsk)
- Nijniaïa Toura (oblast de Sverdlovsk)
- Nijnié Sergui (oblast de Sverdlovsk)
- Nikolaïevsk (oblast de Volgograd)
- Nikolaïevsk-sur-l'Amour (kraï de Khabarovsk)
- Nikolsk (oblast de Penza)
- Nikolsk  (oblast de Vologda)
- Nikolskoïe (oblast de Léningrad)
- Niourba (République de Sakha)
- Noguinsk (oblast de Moscou)
- Noïabrsk (Iamalo-Nénetsie)
- Norilsk (kraï de Krasnoïarsk)
- Nourlat (Tatarstan)
- Novaïa Ladoga (oblast de Léningrad)
- Novaïa Lialia (oblast de Sverdlovsk)
- Novgorod (oblast de Novgorod)
- Novoaleksandrovsk (kraï de Stavropol)
- Novoaltaïsk (kraï de l'Altaï)
- Novoanninski (oblast de Volgograd)
- Novochakhtinsk (oblast de Rostov)
- Novodvinsk (oblast d'Arkhangelsk)
- Novokhopiorsk (oblast de Voronej)
- Novokoubansk (kraï de Krasnodar)
- Novokouïbychevsk (oblast de Samara)
- Novokouznetsk (oblast de Kemerovo)
- Novomitchourinsk (oblast de Riazan)
- Novomoskovsk (oblast de Toula)
- Novooulianovsk (oblast d'Oulianovsk)
- Novoouralsk (oblast de Sverdlovsk)
- Novoouzensk (oblast de Saratov)
- Novopavlovsk (kraï de Stavropol)
- Novorjev (oblast de Pskov)
- Novorossiisk (kraï de Krasnodar)
- Novossibirsk (oblast de Novossibirsk)
- Novossil (oblast d'Orel)
- Novossokolniki (oblast de Pskov)
- Novotcheboksarsk (Tchouvachie)
- Novotcherkassk (oblast de Rostov)
- Novotroïtsk (oblast d'Orenbourg)
- Novovoronej (oblast de Voronej)
- Novozybkov  (oblast de Briansk)
- Novy Oskol (oblast de Belgorod)
- Novy Ourengoï (Iamalo-Nénetsie)
- Nytva (kraï de Perm)

## O
- Haut – A
- B
- C
- D
- E
- F
- G
- H
- I
- J
- K
- L
- M
- N
- O
- P
- Q
- R
- S
- T
- U
- V
- W
- X
- Y
- Z

- Ob (oblast de Novossibirsk)
- Obloutchie (Oblast autonome juif)
- Obninsk (oblast de Kalouga)
- Oboïan (oblast de Koursk)
- Odintsovo (oblast de Moscou)
- Ojerelie (oblast de Moscou)
- Okha (oblast de Sakhaline)
- Okhansk (kraï de Perm)
- Okoulovka (oblast de Novgorod)
- Oktiabrsk (oblast de Samara)
- Oktiabrski (Bachkirie)
- Olenegorsk (oblast de Mourmansk)
- Oliokminsk (République de Sakha)
- Olonets (république de Carélie)
- Omsk (oblast d'Omsk)
- Opotchka (oblast de Pskov)
- Orel (oblast d'Orel)
- Onega (oblast d'Arkhangelsk)
- Orekhovo-Zouïevo (oblast de Moscou)
- Orenbourg (oblast d'Orenbourg)
- Orsk (oblast d'Orenbourg)
- Ossa (kraï de Perm)
- Ossinniki (oblast de Kemerovo)
- Ostachkov (oblast de Tver)
- Ostrovnoï (oblast de Mourmansk)
- Ostrogojsk (oblast de Voronej)
- Ostrov (oblast de Pskov)
- Otchior (kraï de Perm)
- Otradnoïe (oblast de Léningrad)
- Otradny (oblast de Samara)
- Oudatchny (République de Sakha)
- Oudomlia (oblast de Tver)
- Oufa (Bachkortostan)
- Ouglegorsk (oblast de Sakhaline)
- Ouglitch (oblast de Iaroslavl)
- Ouïar (kraï de Krasnoïarsk)
- Oujour (kraï de Krasnoïarsk)
- Oukhta (république des Komis)
- Oulan-Oude (Bouriatie)
- Oulianovsk (oblast d'Oulianovsk)
- Ounetcha  (oblast de Briansk)
- Ouraï (Khantys-Mansis)
- Ouren (oblast de Nijni Novgorod)
- Ourioupinsk (oblast de Volgograd)
- Ourous-Martan (Tchétchénie)
- Oussinsk (république des Komis)
- Oussolié (kraï de Perm)
- Oussolie-Sibirskoïe (oblast d'Irkoutsk)
- Oussouriisk (kraï du Primorie)
- Oust-Djegouta (Karatchaïévo-Tcherkessie)
- Oust-Ilimsk (oblast d'Irkoutsk)
- Oust-Katav (oblast de Tcheliabinsk)
- Oust-Kout (oblast d'Irkoutsk)
- Oust-Labinsk (kraï de Krasnodar)
- Oustioujna  (oblast de Vologda)
- Outchaly (Bachkortostan)
- Ouvarovo (oblast de Tambov)
- Ouzlovaïa (oblast de Toula)
- Oziorsk (oblast de Tcheliabinsk)
- Oziorsk (oblast de Kaliningrad)
- Oziory (oblast de Moscou)

## P
- Haut – A
- B
- C
- D
- E
- F
- G
- H
- I
- J
- K
- L
- M
- N
- O
- P
- Q
- R
- S
- T
- U
- V
- W
- X
- Y
- Z

- Pallassovka (oblast de Volgograd)
- Parij (oblast de Tcheliabinsk)
- Partizansk (kraï du Primorie)
- Pavlovo (oblast de Nijni Novgorod)
- Pavlovsk (Saint-Pétersbourg)
- Pavlovsk (oblast de Voronej)
- Pavlovski Possad (oblast de Moscou)
- Penza (oblast de Penza)
- Pereslavl-Zalesski (oblast de Iaroslavl)
- Peresvet (oblast de Moscou)
- Perm (kraï de Perm)
- Pervomaïsk (oblast de Nijni Novgorod)
- Pervoouralsk (oblast de Sverdlovsk)
- Pestovo (oblast de Novgorod)
- Peterhof (Saint-Pétersbourg)
- Petchora (république des Komis)
- Petchory (oblast de Pskov)
- Petouchki (oblast de Vladimir)
- Petoukhovo (oblast de Kourgan)
- Petropavlovsk-Kamtchatski (kraï du Kamtchatka)
- Petrov Val (oblast de Volgograd)
- Petrovsk (oblast de Saratov)
- Petrovsk-Zabaïkalski (kraï de Transbaïkalie)
- Petrozavodsk (république de Carélie)
- Pevek (Tchoukotka)
- Piatigorsk (kraï de Stavropol)
- Pikaliovo (oblast de Léningrad)
- Pionerski (oblast de Kaliningrad)
- Pitkiaranta (république de Carélie)
- Plast (oblast de Tcheliabinsk)
- Plavsk (oblast de Toula)
- Ples (oblast d'Ivanovo)
- Pochekhonié (oblast de Iaroslavl)
- Podolsk (oblast de Moscou)
- Podporojie (oblast de Léningrad)
- Pokatchi (Khantys-Mansis)
- Pokhvistnevo (oblast de Samara)
- Pokrov (oblast de Vladimir)
- Polessk (oblast de Kaliningrad)
- Polevskoï (oblast de Sverdlovsk)
- Poliarny (oblast de Mourmansk)
- Poliarnye Zori (oblast de Mourmansk)
- Polyssaïevo (oblast de Kemerovo)
- Porkhov (oblast de Pskov)
- Poronaïsk (oblast de Sakhaline)
- Potchep  (oblast de Briansk)
- Potchinok (oblast de Smolensk)
- Pouchkine (Saint-Pétersbourg)
- Pouchkino (oblast de Moscou)
- Pouchtchino (oblast de Moscou)
- Poudoj (république de Carélie)
- Pougatchev (oblast de Saratov)
- Poustochka (oblast de Pskov)
- Poutchej (oblast d'Ivanovo)
- Povorino (oblast de Voronej)
- Pravdinsk (oblast de Kaliningrad)
- Primorsk (oblast de Léningrad)
- Primorsko-Akhtarsk (kraï de Krasnodar)
- Priozersk (oblast de Léningrad)
- Privoljsk (oblast d'Ivanovo)
- Prokhladny (Kabardino-Balkarie)
- Prokopievsk (oblast de Kemerovo)
- Pokrovsk (République de Sakha)
- Proletarsk (oblast de Rostov)
- Protvino (oblast de Moscou)
- Pskov (oblast de Pskov)
- Pyt-Iakh (Khantys-Mansis)
- Pytalovo  (oblast de Pskov)

## R
- Haut – A
- B
- C
- D
- E
- F
- G
- H
- I
- J
- K
- L
- M
- N
- O
- P
- Q
- R
- S
- T
- U
- V
- W
- X
- Y
- Z

- Radoujny (Khantys-Mansis)
- Radoujny (oblast de Vladimir)
- Raïtchikhinsk (oblast de l'Amour)
- Ramenskoïe (oblast de Moscou)
- Rasskazovo (oblast de Tambov)
- Rej (oblast de Sverdlovsk)
- Riajsk (oblast de Riazan)
- Rjev (oblast de Tver)
- Reoutov (oblast de Moscou)
- Revda (oblast de Sverdlovsk)
- Riazan (oblast de Riazan)
- Rochal (oblast de Moscou)
- Rodniki (oblast d'Ivanovo)
- Roslavl (oblast de Smolensk)
- Rossoch (oblast de Voronej)
- Rostov-sur-le-Don (oblast de Rostov)
- Rostov Veliki (oblast de Iaroslavl)
- Roubtsovsk (kraï de l'Altaï)
- Roudnia (oblast de Smolensk)
- Rouza (oblast de Moscou)
- Rouzaïevka (Mordovie)
- Rtichtchevo (oblast de Saratov)
- Rybinsk (oblast de Iaroslavl)
- Rybnoïe (oblast de Riazan)
- Rylsk (oblast de Koursk)

## S
- Haut – A
- B
- C
- D
- E
- F
- G
- H
- I
- J
- K
- L
- M
- N
- O
- P
- Q
- R
- S
- T
- U
- V
- W
- X
- Y
- Z

- Saint-Pétersbourg (ville fédérale)
- Safonovo (oblast de Smolensk)
- Saïanogorsk (Khakassie)
- Saïansk (oblast d'Irkoutsk)
- Salaïr (oblast de Kemerovo)
- Salavat (Bachkortostan)
- Salekhard (Iamalo-Nénetsie)
- Salsk (oblast de Rostov)
- Samara (oblast de Samara)
- Saransk (Mordovie)
- Sarapoul (Oudmourtie)
- Saratov (oblast de Saratov)
- Sarov (oblast de Nijni Novgorod)
- Sassovo (oblast de Riazan)
- Satka (oblast de Tcheliabinsk)
- Sebej (oblast de Pskov)
- Serafimovitch (oblast de Volgograd)
- Segueja (république de Carélie)
- Seltso  (oblast de Briansk)
- Semikarakorsk (oblast de Rostov)
- Semilouki (oblast de Voronej)
- Senguileï (oblast d'Oulianovsk)
- Serdobsk (oblast de Penza)
- Sergatch (oblast de Nijni Novgorod)
- Serguiev Possad (oblast de Moscou)
- Serov (oblast de Sverdlovsk)
- Serpoukhov (oblast de Moscou)
- Sertolovo (oblast de Léningrad)
- Sestroretsk (Saint-Pétersbourg)
- Severo-Kourilsk (oblast de Sakhaline)
- Severobaïkalsk (Bouriatie)
- Severodvinsk  (oblast d'Arkhangelsk)
- Severomorsk (oblast de Mourmansk)
- Severoouralsk (oblast de Sverdlovsk)
- Seversk (oblast de Tomsk)
- Sevsk (oblast de Briansk)
- Siasstroï (oblast de Léningrad)
- Sibaï (Bachkortostan)
- Sim (oblast de Tcheliabinsk)
- Skopine (oblast de Riazan)
- Skovorodino (oblast de l'Amour)
- Slantsy (oblast de Léningrad)
- Slavgorod (kraï de l'Altaï)
- Slaviansk-na-Koubani (kraï de Krasnodar)
- Slavsk (oblast de Kaliningrad)
- Slioudianka (oblast d'Irkoutsk)
- Slobodskoï (oblast de Kirov)
- Smolensk (oblast de Smolensk)
- Snejinsk (oblast de Tcheliabinsk)
- Snejnogorsk (oblast de Mourmansk)
- Sobinka (oblast de Vladimir)
- Sokol  (oblast de Vologda)
- Sol-Iletsk (oblast d'Orenbourg)
- Soligalitch (oblast de Kostroma)
- Solikamsk (kraï de Perm)
- Solnetchnogorsk (oblast de Moscou)
- Soltsy (oblast de Novgorod)
- Solvytchegodsk (oblast d'Arkhangelsk)
- Sorotchinsk (oblast d'Orenbourg)
- Sorsk (Khakassie)
- Sortavala (république de Carélie)
- Sosnogorsk (république des Komis)
- Sosnovoborsk (kraï de Krasnoïarsk)
- Sosnovy Bor (oblast de Léningrad)
- Sossenski (oblast de Kalouga)
- Sotchi (kraï de Krasnodar)
- Soudja (oblast de Koursk)
- Soudogda (oblast de Vladimir)
- Sourgout (Khantys-Mansis)
- Soukhinitchi (oblast de Kalouga)
- Soukhoï Log (oblast de Sverdlovsk)
- Souoïarvi (république de Carélie)
- Souraj  (oblast de Briansk)
- Sourovikino (oblast de Volgograd)
- Soursk (oblast de Penza)
- Soussouman (oblast de Magadan)
- Souvorov (oblast de Toula)
- Souzdal (oblast de Vladimir)
- Sovetsk (oblast de Kaliningrad)
- Sovetsk (oblast de Toula)
- Sovetskaïa Gavan (kraï de Khabarovsk)
- Sovetski (Khantys-Mansis)
- Spas-Demensk (oblast de Kalouga)
- Spas-Klepiki (oblast de Riazan)
- Spassk (oblast de Penza)
- Spassk-Dalni (kraï du Primorie)
- Spassk-Riazanski (oblast de Riazan)
- Srednekolymsk (République de Sakha)
- Sredneouralsk (oblast de Sverdlovsk)
- Sretensk (kraï de Transbaïkalie)
- Staraïa Koupavna (oblast de Moscou)
- Staraïa Roussa (oblast de Novgorod)
- Staritsa (oblast de Tver)
- Starodoub  (oblast de Briansk)
- Strejevoï (oblast de Tomsk)
- Stary Oskol (oblast de Belgorod)
- Stavropol (kraï de Stavropol)
- Sterlitamak (Bachkortostan)
- Stoupino (oblast de Moscou)
- Stroïtel (oblast de Belgorod)
- Strounino (oblast de Vladimir)
- Syssert (oblast de Sverdlovsk)
- Svetlogorsk (oblast de Kaliningrad)
- Svetlograd (kraï de Stavropol)
- Svetly (oblast de Kaliningrad)
- Svetogorsk (oblast de Léningrad)
- Svirsk (oblast d'Irkoutsk)
- Svobodny (oblast de l'Amour)
- Syktyvkar (république des Komis)
- Sytchiovka (oblast de Smolensk)
- Syzran (oblast de Samara)

## T
- Haut – A
- B
- C
- D
- E
- F
- G
- H
- I
- J
- K
- L
- M
- N
- O
- P
- Q
- R
- S
- T
- U
- V
- W
- X
- Y
- Z

- Tachtagol (oblast de Kemerovo)
- Taganrog (oblast de Rostov)
- Taïchet (oblast d'Irkoutsk)
- Taïga (oblast de Kemerovo)
- Taldom (oblast de Moscou)
- Talitsa (oblast de Sverdlovsk)
- Tambov (oblast de Tambov)
- Tara (oblast d'Omsk)
- Tarko-Sale (Iamalo-Nénetsie)
- Taroussa (oblast de Kalouga)
- Tatarsk (oblast de Novossibirsk)
- Tavda (oblast de Sverdlovsk)
- Tchadan (république de Touva)
- Tchaïkovski (kraï de Perm)
- Tchapaïevsk (oblast de Samara)
- Tchebarkoul (oblast de Tcheliabinsk)
- Tcheboksary (Tchouvachie)
- Tcheguem (Kabardino-Balkarie)
- Tchekaline (oblast de Toula)
- Tchekhov (oblast de Moscou)
- Tcheliabinsk (oblast de Tcheliabinsk)
- Tcherdyne (kraï de Perm)
- Tcheremkhovo (oblast d'Irkoutsk)
- Tcherepanovo (oblast de Novossibirsk)
- Tcherepovets (oblast de Vologda)
- Tcherkessk (Karatchaïévo-Tcherkessie)
- Tcherniakhovsk (oblast de Kaliningrad)
- Tchernogolovka (oblast de Moscou)
- Tchernogorsk (Khakassie)
- Tchernouchka (kraï de Perm)
- Tchiormoz (kraï de Perm)
- Tchistopol (kraï de Stavropol)
- Tchita (kraï de Transbaïkalie)
- Tchkalovsk (oblast de Nijni Novgorod)
- Tchoudovo (oblast de Novgorod)
- Tchoukhloma (oblast de Kostroma)
- Tchoulym (oblast de Novossibirsk)
- Tchoussovoï (kraï de Perm)
- Teberda (Karatchaïévo-Tcherkessie)
- Teïkovo (oblast d'Ivanovo)
- Temnikov (Mordovie)
- Temriouk (kraï de Krasnodar)
- Terek (Kabardino-Balkarie)
- Tetiouchi (Tatarstan)
- Tikhoretsk (kraï de Krasnodar)
- Tikhvine (oblast de Léningrad)
- Timachiovsk (kraï de Krasnodar)
- Tioukalinsk (oblast d'Omsk)
- Tioumen (oblast de Tioumen)
- Tobolsk (oblast de Tioumen)
- Togliatti (oblast de Samara)
- Togoutchine (oblast de Novossibirsk)
- Tomari (oblast de Sakhaline)
- Tommot (République de Sakha)
- Tomsk (oblast de Tomsk)
- Topki (oblast de Kemerovo)
- Torjok (oblast de Tver)
- Toropets (oblast de Tver)
- Tosno (oblast de Léningrad)
- Totma  (oblast de Vologda)
- Touapsé (kraï de Krasnodar)
- Touïmazy (Bachkortostan)
- Toula (oblast de Toula)
- Touloun (oblast d'Irkoutsk)
- Touran (république de Touva)
- Tourinsk (oblast de Sverdlovsk)
- Toutaïev(oblast de Iaroslavl)
- Triokhgorny (oblast de Tcheliabinsk)
- Troïtsk (oblast de Moscou)
- Troïtsk (oblast de Tcheliabinsk)
- Troubtchevsk  (oblast de Briansk)
- Tsimliansk (oblast de Rostov)
- Tsiolkovski (oblast de l'Amour)
- Tsivilsk (Tchouvachie)
- Tver (oblast de Tver)
- Tynda (oblast de l'Amour)
- Tyrnyaouz (Kabardino-Balkarie)

## V
- Haut – A
- B
- C
- D
- E
- F
- G
- H
- I
- J
- K
- L
- M
- N
- O
- P
- Q
- R
- S
- T
- U
- V
- W
- X
- Y
- Z

- Valdaï (oblast de Novgorod)
- Valouïki (oblast de Belgorod)
- Verkhni Taguil (oblast de Sverdlovsk)
- Velij (oblast de Smolensk)
- Veliki Oustioug  (oblast de Vologda)
- Velikié Louki (oblast de Pskov)
- Velsk (oblast d'Arkhangelsk)
- Veniov (oblast de Toula)
- Verechtchaguino (kraï de Perm)
- Vereïa (oblast de Moscou)
- Verkhneouralsk (oblast de Tcheliabinsk)
- Verkhni Oufaleï (oblast de Tcheliabinsk)
- Verkhniaïa Pychma (oblast de Sverdlovsk)
- Verkhniaïa Salda (oblast de Sverdlovsk)
- Verkhniaïa Toura (oblast de Sverdlovsk)
- Verkhoïansk (République de Sakha)
- Verkhotourié (oblast de Sverdlovsk)
- Vessiegonsk (oblast de Tver)
- Viatskié Poliany (oblast de Kirov)
- Viazma (oblast de Smolensk)
- Viazemski (kraï de Khabarovsk)
- Viazniki (oblast de Vladimir)
- Vidnoïe (oblast de Moscou)
- Vikhorevka (oblast d'Irkoutsk)
- Viliouïsk (République de Sakha)
- Vilioutchinsk (kraï du Kamtchatka)
- Vitchouga (oblast d'Ivanovo)
- Vladikavkaz (Ossétie-du-Nord-Alanie)
- Vladimir (oblast de Vladimir)
- Vladivostok (kraï du Primorie)
- Volgodonsk (oblast de Rostov)
- Volgograd (oblast de Volgograd)
- Volgoretchensk (oblast de Kostroma)
- Voljsk (république des Maris)
- Voljski (oblast de Volgograd)
- Volkhov (oblast de Léningrad)
- Volodarsk (oblast de Nijni Novgorod)
- Vologda  (oblast de Vologda)
- Volokolamsk (oblast de Moscou)
- Volossovo (oblast de Léningrad)
- Volsk (oblast de Saratov)
- Voltchansk (oblast de Sverdlovsk)
- Vorkouta (république des Komis)
- Voronej (oblast de Voronej)
- Vorsma (oblast de Nijni Novgorod)
- Voskressensk (oblast de Moscou)
- Votkinsk (Oudmourtie)
- Vouktyl (république des Komis)
- Vsevolojsk (oblast de Léningrad)
- Vyborg (oblast de Léningrad)
- Vychni Volotchek (oblast de Tver)
- Vyksa (oblast de Nijni Novgorod)
- Vyssokovsk (oblast de Moscou)
- Vyssotsk (oblast de Léningrad)
- Vytegra  (oblast de Vologda)

## Z
- Haut – A
- B
- C
- D
- E
- F
- G
- H
- I
- J
- K
- L
- M
- N
- O
- P
- Q
- R
- S
- T
- U
- V
- W
- X
- Y
- Z

- Zakamensk (Bouriatie)
- Zaïnsk (Tatarstan)
- Zaoziorny (kraï de Krasnoïarsk)
- Zaoziorsk (oblast de Mourmansk)
- Zapadnaïa Dvina (oblast de Tver)
- Zapoliarny (oblast de Mourmansk)
- Zaraïsk (oblast de Moscou)
- Zaretchny (oblast de Penza)
- Zaretchny (oblast de Sverdlovsk)
- Zarinsk (kraï de l'Altaï)
- Zavitinsk (oblast de l'Amour)
- Zavodooukovsk (oblast de Tioumen)
- Zavoljie (oblast de Nijni Novgorod)
- Zavoljsk (oblast d'Ivanovo)
- Zeïa (oblast de l'Amour)
- Zelenodolsk (Tatarstan)
- Zelenogorsk (kraï de Krasnoïarsk)
- Zelenogorsk (Saint-Pétersbourg)
- Zelenogradsk (oblast de Kaliningrad)
- Zelenokoumsk (kraï de Stavropol)
- Zernograd (oblast de Rostov)
- Zima (oblast d'Irkoutsk)
- Zlatooust (oblast de Tcheliabinsk)
- Zlynka  (oblast de Briansk)
- Zmeïnogorsk (kraï de l'Altaï)
- Znamensk (oblast d'Astrakhan)
- Zoubtsov (oblast de Tver)
- Zvenigorod (oblast de Moscou)
- Zvenigovo (république des Maris)
- Zverevo (oblast de Rostov)